# گورستان چم ده زیر
قبرستان چم ده زیر مربوط به سده‌های متاخر دوران‌های تاریخی پس از اسلام است و در شهرستان گچساران، بخش باشت، دهستان کوه مره خامی، ۱ کیلومتری شمال شرقی روستای شاه بهرام واقع شده و این اثر در تاریخ ۱۸ شهریور ۱۳۸۷ با شمارهٔ ثبت ۲۳۲۲۵ به‌عنوان یکی از آثار ملی ایران به ثبت رسیده است.